# Isabelle Leijonhielm
Isabelle Leijonhielm, född 14 september 2006 i Täby, är en svensk ishockeyspelare som spelar för Djurgården. Leijonhielm har även medverkat i svenska landslaget och gjorde sin debut år 2024.